# Roca Negra
Roca Negra (spanisch für Schwarzer Felsen) ist ein markanter und 40 m hoher Felsvorsprung im Nordosten von Nelson Island im Archipel der Südlichen Shetlandinseln. Er ragt etwa 1,5 km südwestlich des Rip Point am Ostufer der Edgell Bay auf. 
Chilenische Wissenschaftler benannten ihn deskriptiv.